# Ivica Horvat
Ivan "Ivica" Horvat (16 de juliol de 1926 - 27 d'agost de 2012) fou un futbolista croat de la dècada de 1950.
Fou 60 cops internacional amb la selecció iugoslava amb la qual participà en els Mundials de 1950 i 1954.
Pel que fa a clubs, defensà els colors de Dinamo Zagreb i Eintracht Frankfurt.

## Palmarès
Jugador
- Lliga iugoslava de futbol: 1948, 1954[2]
- Copa iugoslava de futbol: 1951[2]
- Lliga alemanya de futbol: 1959

Entrenador
- Copa de Fires: 1967
- DFB-Pokal: 1972